# Grabstein für Heinrich Sandersdorfer

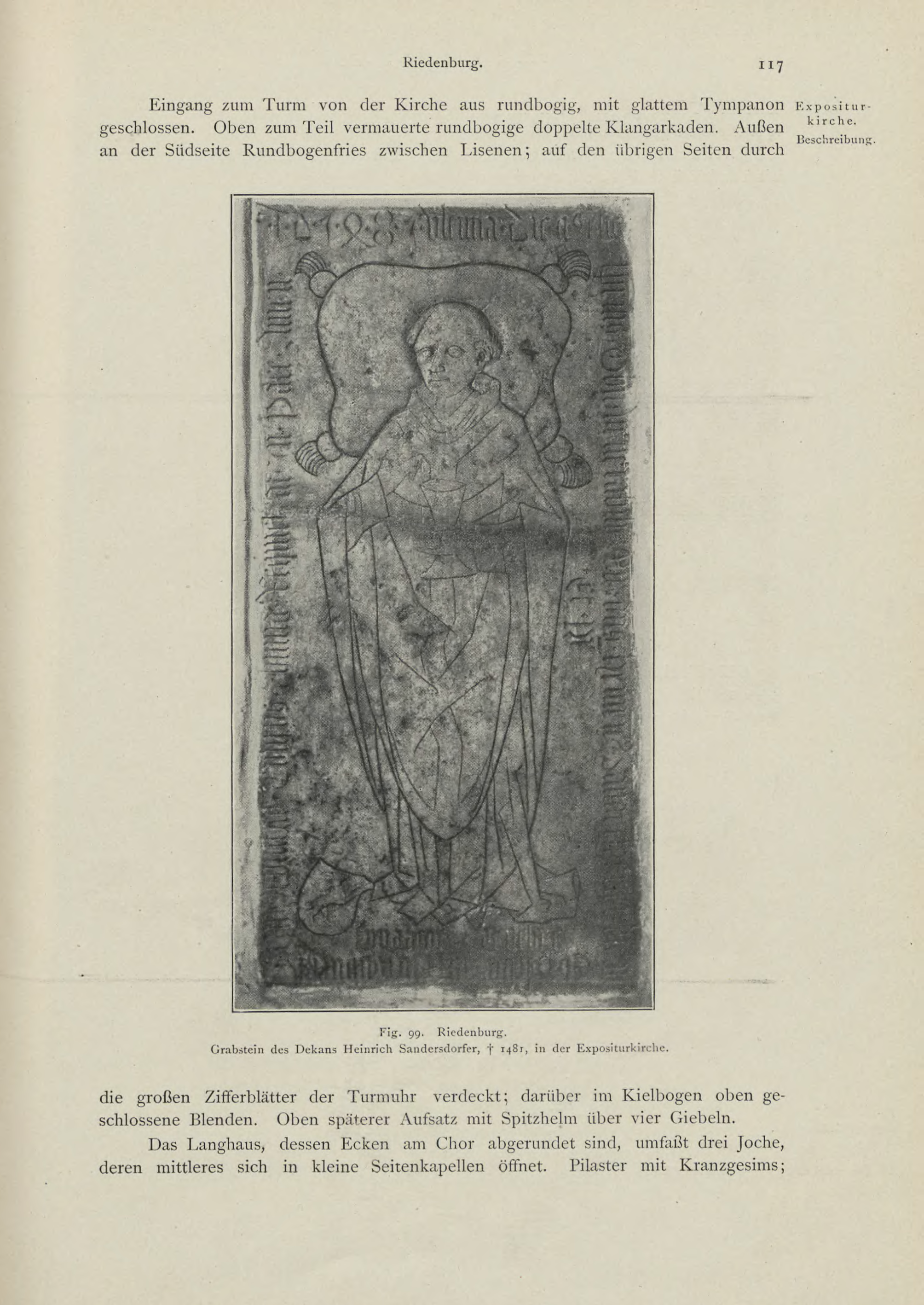
Der Grabstein um 1908 (Foto aus Die Kunstdenkmäler des Königreichs Bayern)

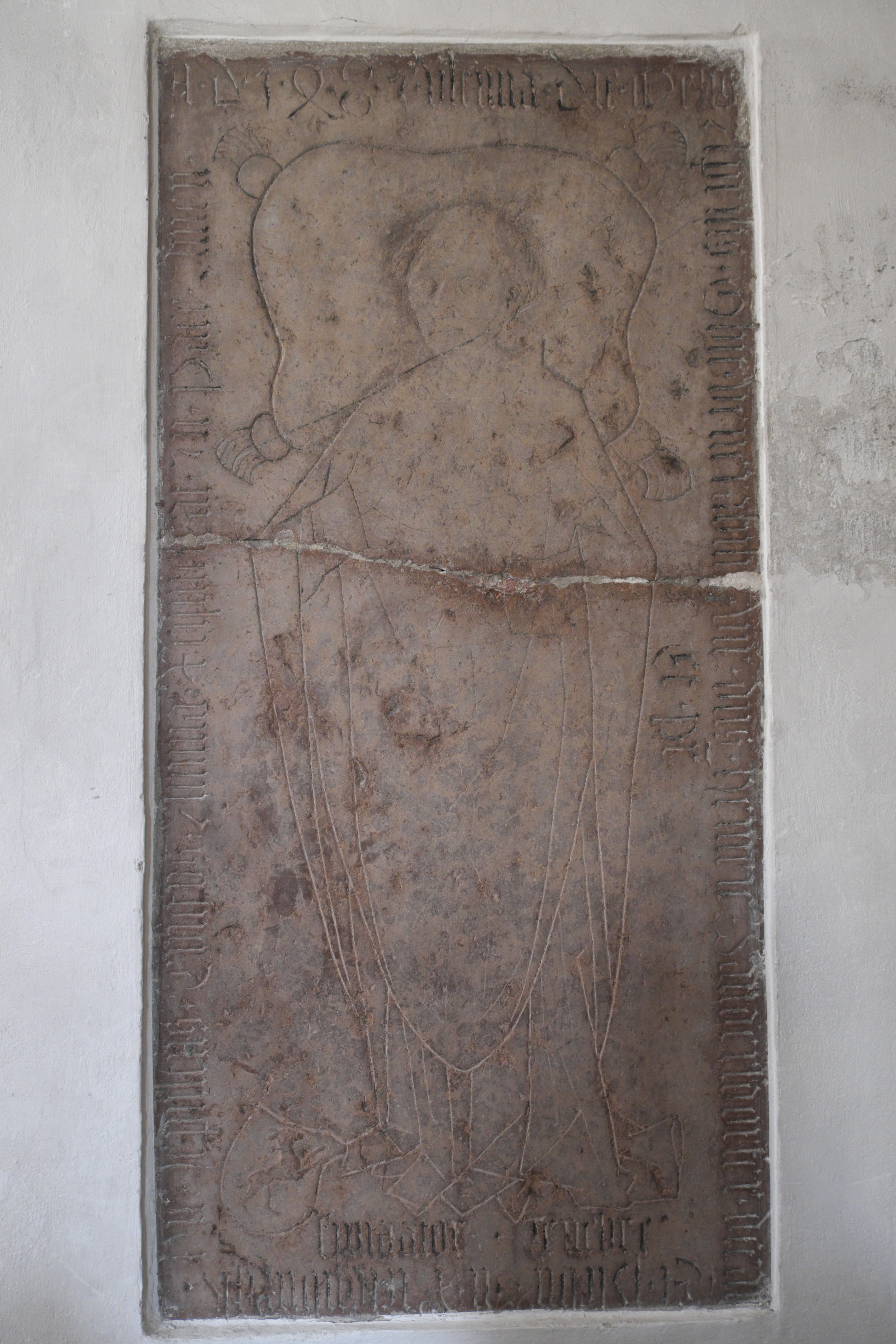
Grabstein für Heinrich Sandersdorfer in Riedenburg (2020)

Der Grabstein für Heinrich Sandersdorfer in der katholischen Pfarrkirche in St. Johann Baptist in Riedenburg, einer Stadt im niederbayerischen Landkreis Kelheim, wurde um 1481 geschaffen. Der Grabstein aus Rotmarmor ist als Teil der Kirchenausstattung ein geschütztes Baudenkmal.
Der 1,70 Meter hohe und 82 cm breite Grabstein unter der Empore für den Dekan Heinrich Sandersdorfer († 1481) zeigt in einem Umrissbild den Verstorbenen als Priester, der den Kelch segnet. 

Die Umschrift in gotischer Minuskel lautet: 

„A d 1481 vltima Die Mesis Aprilis Obiit venerabilis vir dns et pr Heinrico Sandersdorfer Decano et plebao in Riethnburgk Hic sepultus Cvigvs Anima Requiescat In Pace Amen“

(pr = pater; Cvigvs = verstümmelt aus Cujus)